# الفواطم (القفر)

تعديل مصدري - تعديل

الفواطم هي إحدى قرى عزلة بني مهدى بمديرية القفر التابعة لمحافظة إب، بلغ تعداد سكانها 35 نسمة حسب تعداد اليمن لعام 2004.